# Инду Сундаресан
Инду Сундаресан (енгл. Indu Sundaresan) је индијско-амерички аутор историјске фикције. 

## Лични живот
Рођена је и одрасла у Индији као ћерка пилота индијског ваздухопловства  капетана групе Р. Сундаресана, који је погинуо у несрећи док је био на дужности. Мајка јој се зове Мадхурам Сундаресан. Породица се потом преселила у Бангалоре, где је нестрпљиво сакупљала књиге. Потом је мигрирала у Сједињене Државе на постдипломске студије на Универзитету у Делаверу. Она има МС из операционих истраживања и МА из економских наука.  Удата је и живи у Сијетлу у држави Вашингтон са супругом и ћерком. 

## Каријера
Њен први роман The Twentieth Wife (Двадесета супруга) говори о томе како млада удовица по имену Мехруниса, ћерка персијских избеглица и супруга авганистанског команданта, постаје царица Могулског царства под именом Нур Јахан.  Њен други роман The Feast of Roses (Светковина ружа)  је наставак Двадесете супруге. Такође је аутор The Splendor of Silence (Лепота непознатог), историјске фикције смештене у измишљену индијску кнежевску државу непосредно пре индијске независности 1947. године. Њено дело преведено је на око 23 језика широм света. 

## Награде
- Награда државе Вашингтон за књигу Двадесета супруга 2003. [4][2]
- Награда Light of India за изврсност у књижевности. [7]

## Дела
Трилогија Таџ Махала
- Twentieth Wife  (Двадесета супруга) (2002)
- The Feast of Roses (Светковина ружа) (2003)
- Shadow Princess (Принцеза из сенке) (2010)

Остало
- The Splendour of Silence (Раскош тишине) (2006)
- In the Convent of Little Flowers  (У самостану малог цвећа) (2008)
- The Mountain of Light (Планина светлости: величанствена прича о једном од најчувенијих дијаманата на свету) (2013)